# Nghị định thư Nhật-Hàn
Nghị định thư Hàn-Nhật (tiếng Hàn Quốc: 한일의정서, tiếng Nhật: 韓日議定書) là một hiệp ước Đại Hàn Đế quốc bị ép buộc ký kết với Nhật Bản trong thời kỳ chiến tranh Nga-Nhật vào năm 1904. Hiệp ước này là một phần trong chiến lược của Nhật Bản nhằm đưa Đại Hàn Đế Quốc vào phạm vi ảnh hưởng của mình. Sau khi bỏ qua tính trung lập của Đại Hàn Đế Quốc và tấn công Hán Thành, Đại Hàn Đế quốc đã buộc phải ký kết hiệp ước này vào ngày 23 tháng 2 năm 1904, dưới danh nghĩa của Lý Chỉ Dung (이지용) và Hayashi Gonsuke, với 6 điều khoản.
Hiệp ước này thực chất đã tước bỏ quyền độc lập về ngoại giao và quân sự của Đại Hàn Đế Quốc, đồng thời cung cấp căn cứ để Nhật Bản can thiệp vào nội chính Đại Hàn Đế Quốc theo lợi ích của mình. Những biện pháp này đã trở thành một cột mốc quan trọng trong việc tăng cường quyền kiểm soát của Nhật Bản đối với Đại Hàn Đế Quốc, dẫn đến sự hợp nhất Hàn-Nhật sau này.

## Bối cảnh
Trong thời kỳ chiến tranh Nga-Nhật, Nhật Bản đã gặp phải khó khăn lớn do vấn đề kéo dài tuyến hậu cần hơn so với thời chiến tranh Trung-Nhật. Bên cạnh đó, Nhật Bản cũng bất mãn trước việc Đại Hàn Đế Quốc tuyên bố trung lập thân Nga. Trước bối cảnh này, Nhật Bản đã tấn công kinh đô Hán Thành của Đại Hàn Đế Quốc, chiếm lĩnh Hoàng thành và ép buộc Đại Hàn Đế Quốc phải cung cấp cơ sở quân sự cho Nhật Bản. Vua Cao Tông và các đại thần đã kiên quyết phản kháng trước sự áp bức này.
Vào ngày 16 tháng 1 năm 1904, chính phủ Nhật Bản nhận được báo cáo từ tài liệu ngoại giao số 46 từ Hàn Quốc, cho biết rằng phái của Lý Căn Trạch (이근택) phản đối và Lý Dung Dực (이용익) còn do dự. Trước tình hình đó, Nhật Bản đã bắt cóc Lý Dung Dực và mua chuộc Lý Chỉ Dung bằng cách đưa cho ông 10.000 yên. Ngoài ra, Lý Căn Trạch bị đe dọa bởi công sứ Nhật Bản tại Hàn Quốc nên đã thay đổi lập trường. Sau đó, Lý Chỉ Dung, Lý Căn Trạch, và Mẫn Vịnh Triết (민영철) đã khuyên Vua Cao Tông nhanh chóng ký kết Hiệp ước Hàn-Nhật.

## Nội dung hiệp ước
Ngoại trưởng lâm thời Hoàng đế Đại Hàn Đế Quốc, Tham tướng Lục quân Lý Chỉ Dung, và Công sứ đặc mệnh toàn quyền Hoàng đế Đại Nhật Bản Đế Quốc, Hayashi Gonsuke, mỗi người nhận được ủy quyền đầy đủ, đã thỏa thuận các điều khoản dưới đây:
- Điều 1: Hai đế quốc Hàn Quốc và Nhật Bản sẽ duy trì mối quan hệ hữu nghị bền vững và để thiết lập hòa bình ở Đông Á, chính phủ Đại Hàn Đế Quốc sẽ tin tưởng chính phủ Đại Nhật Bản Đế Quốc và lắng nghe lời khuyên về việc cải thiện chính sách.[5]
- Điều 2: Chính phủ Đại Nhật Bản Đế Quốc sẽ đảm bảo sự an toàn và thịnh vượng cho Hoàng gia Đại Hàn Đế Quốc bằng tình thân hữu và sự chân thành.
- Điều 3: Chính phủ Đại Nhật Bản Đế Quốc sẽ đảm bảo chắc chắn sự độc lập và toàn vẹn lãnh thổ của Đại Hàn Đế Quốc.
- Điều 4: Trong trường hợp Hoàng gia Đại Hàn Đế Quốc và sự toàn vẹn lãnh thổ bị đe dọa do sự xâm lược của quốc gia thứ ba hoặc nội chiến, chính phủ Đại Nhật Bản Đế Quốc sẽ nhanh chóng thực hiện các biện pháp cần thiết để đối phó, và chính phủ Đại Hàn Đế Quốc sẽ tạo điều kiện thuận lợi cho hành động của chính phủ Đại Nhật Bản Đế Quốc. Chính phủ Đại Nhật Bản Đế Quốc có thể tạm thời chiếm giữ các địa điểm chiến lược cần thiết để đạt được mục đích này.
- Điều 5: Chính phủ Đại Hàn Đế Quốc và chính phủ Đại Nhật Bản Đế Quốc sẽ không ký kết bất kỳ hiệp ước nào với quốc gia thứ ba mà không có sự đồng ý của nhau và không vi phạm tinh thần của hiệp định này.
- Điều 6: Những điều khoản chưa được hoàn thiện liên quan đến hiệp định này sẽ được thỏa thuận giữa Bộ trưởng Ngoại giao Đại Hàn Đế Quốc và đại diện của Đại Nhật Bản Đế Quốc.

Ngày 23 tháng 2 năm Quang Vũ thứ 8

Ngày 23 tháng 2 năm Minh Trị thứ 37

## Kết thúc
Hàn Quốc và Nhật Bản đã tái xác nhận trong Hiệp ước về quan hệ cơ bản giữa Nhật Bản và Đại Hàn Dân Quốc năm 1965 rằng tất cả các hiệp ước và thỏa thuận được ký kết giữa Đại Hàn Đế Quốc và cựu Đế quốc Nhật Bản, bao gồm cả Hiệp ước Hàn-Nhật, đã hoàn toàn vô hiệu.